# Kapela Majke Božje Žalosne u Zagrebu
Kapela Majke Božje Žalosne katolička je kapela smještena u središtu Zagreba, na Novoj Vesi. Kapela se nalazi u neposrednoj blizini župne crkve sv. Ivana Krstitelja.
U potresu koji je pogodio Zagreb 22. ožujka 2020. godine kapela je teško oštećene i zbog toga je zatvorena, a njezina je obnova u tijeku. Ova je sakralna građevina zaštićeno kulturno dobro Republike Hrvatske.

## Povijest i arhitektura
Kapela je sagrađena 1763. godine. Ima status zaštićenog kulturnog dobra.
Kapela Majke Božje Žalosne ili Gospe Novoveške nalazi se u blizini mjesta na kojem je uz potok Medveščak nekada stajao kameni pil s kipom Žalosne Bogorodice. Taj je pil danas smješten u predvorju župne crkve sv. Ivana Krstitelja. Zbog smještaja uz Novovešku cestu kapela je bila orijentirana prema zapadu. Čistim volumenom unatoč tome što nije velika, ova kapela dominirala je prostorom. Nekada su brojni vjernici kapelu pohodili ponajviše zbog Bogorodičinog kipa, koji su smatrali čudotvornim. Prije razornog potresa koji je pogodio Zagreb 2020. kapela je većim dijelom godine bila zatvorena.
Na zidovima, apsidi i svodu nalazila se rokoko dekoracija štajerskog slikara druge polovice 18. stoljeća, Antona Jožefa Lerchingera. Lerchinger je u naše krajeve donosio iluzionističko slikarstvo nastalo pod utjecajem štajerskog, tirolskog i bavarskog baroknog slikarstva.
Nad malenim kvadratnim prostorom kapele s pravokutnom apsidom zaobljenih uglova, uzdizao se plitki svod koji raskošna arhitektonska dekoracija transformira u kupolu. Cijeli iluzionistički sklop bio je usmjeren prema središnjem medaljonu u kojem lebde dva mala anđela.

## Galerija
- Kapela u obnovi